# Psephenus palpalis
Psephenus palpalis är en skalbaggsart som beskrevs av Champion 1913. Psephenus palpalis ingår i släktet Psephenus och familjen Psephenidae. Inga underarter finns listade i Catalogue of Life.